# 김승윤
김승윤(1997년 9월 1일 ~ )은 대한민국의 배우이다.

## 드라마
- 2019년 KBS2 드라마 《조선로코 - 녹두전》[1]
- 2020년 tvN 드라마 《방법》
- 2025년 KBS2 드라마 《독수리 5형제를 부탁해!》- 한봄 역

## 광고
- 2024년 : 동아제약 박카스
- 2024년 : 기아자동차

## 영화
- 2020년 찬실이는 복도 많지[2]
- 2020년 국도극장
- 2023년 물 안에서
- 2023년 우리의 하루
- 2024년 여행자의 필요
- 2025년 이희미
- 2025년 미아